# Parasphallenum fulguratum
Parasphallenum fulguratum is een keversoort uit de familie boktorren (Cerambycidae). De wetenschappelijke naam van de soort is voor het eerst geldig gepubliceerd in 1857 door Chabrillac.